# 김환 (1975년)
김환(1975년 6월 20일 ~ )은 대한민국 출신의 음악가이자, 뮤직비디오 감독이다. 1997년 밴드 쟈니로얄의 기타리스트로 공식적인 밴드 활동을 시작해 현재까지 꾸준히 활동중이다.

## 같이 보기
- 쟈니로얄